# Costura

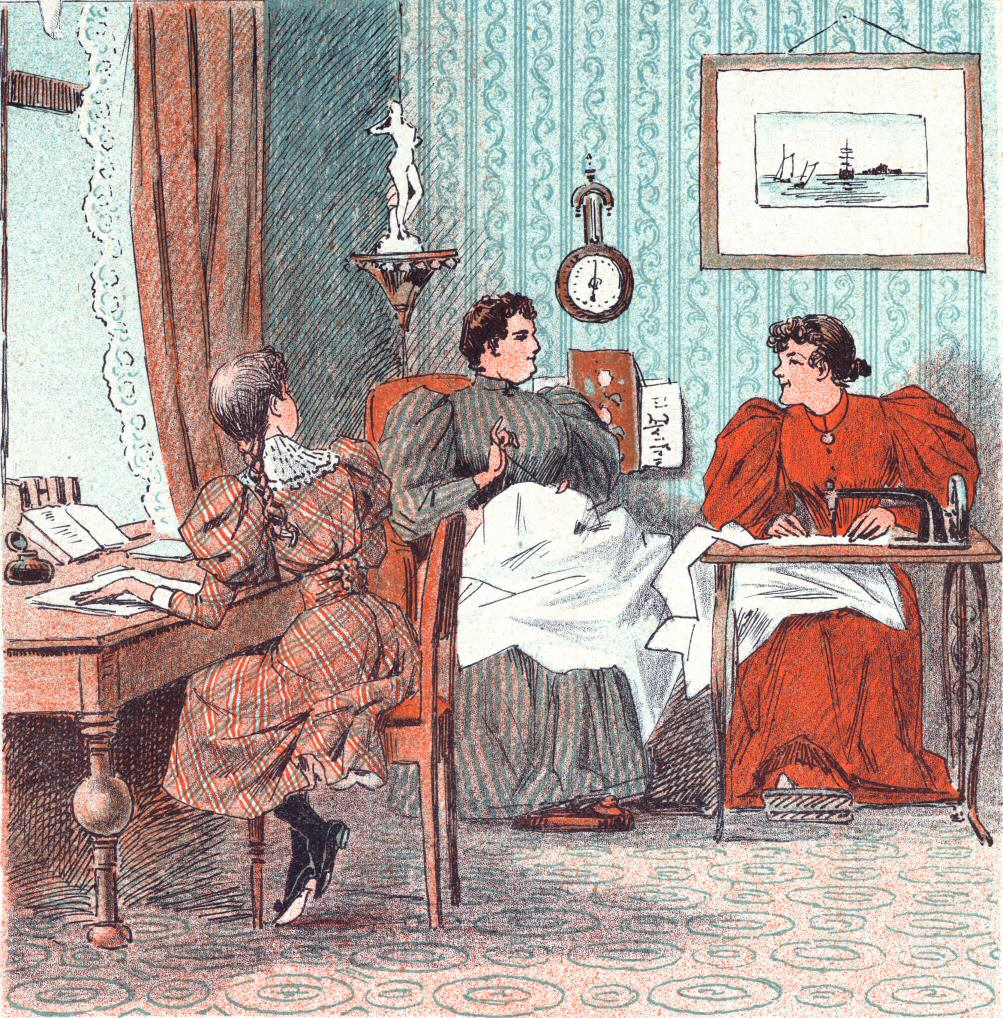
Dones fent costura a final del segle XIX

La costura és el mètode pel qual s'uneixen dues o més teles en perforar i entrellaçar un fil a través d'elles, normalment amb ajuda d'una agulla. També pot usar-se per a unir pells, lona o altres materials flexibles. El seu ús és gairebé universal entre les poblacions humanes i es remunta al Paleolític (30.000 aC).
La costura és usada principalment per a produir roba i articles per a la casa, com ara cortines, roba de llit, tapisseria i estovalles. La majoria de les costures en el món de la indústria són fetes amb màquines de cosir. Per confeccionar uns pantalons texans, per exemple són necessàries més de cinc màquines de cosir diferents. Algunes persones cusen roba per a si mateixes i per a la seva família. Més sovint les costures casolanes són per a reparacions com ara apedaçar una costura esquinçada o reemplaçar un botó perdut. Una persona que fa de cosir el seu ofici pot ser coneguda com a modista o sastre. La costura "senzilla" es fa per raons funcionals: fer o apedaçar roba. La costura "ornamental" és principalment decorativa, i inclou tècniques com ara arrufat, niu d'abella (punt Smock), brodat i aplicacions. La costura és la base de moltes artesanies, com ara l'encoixinat i la labor de retalls (també coneguda amb l'anglicisme patchwork).

## La costura i el gènere

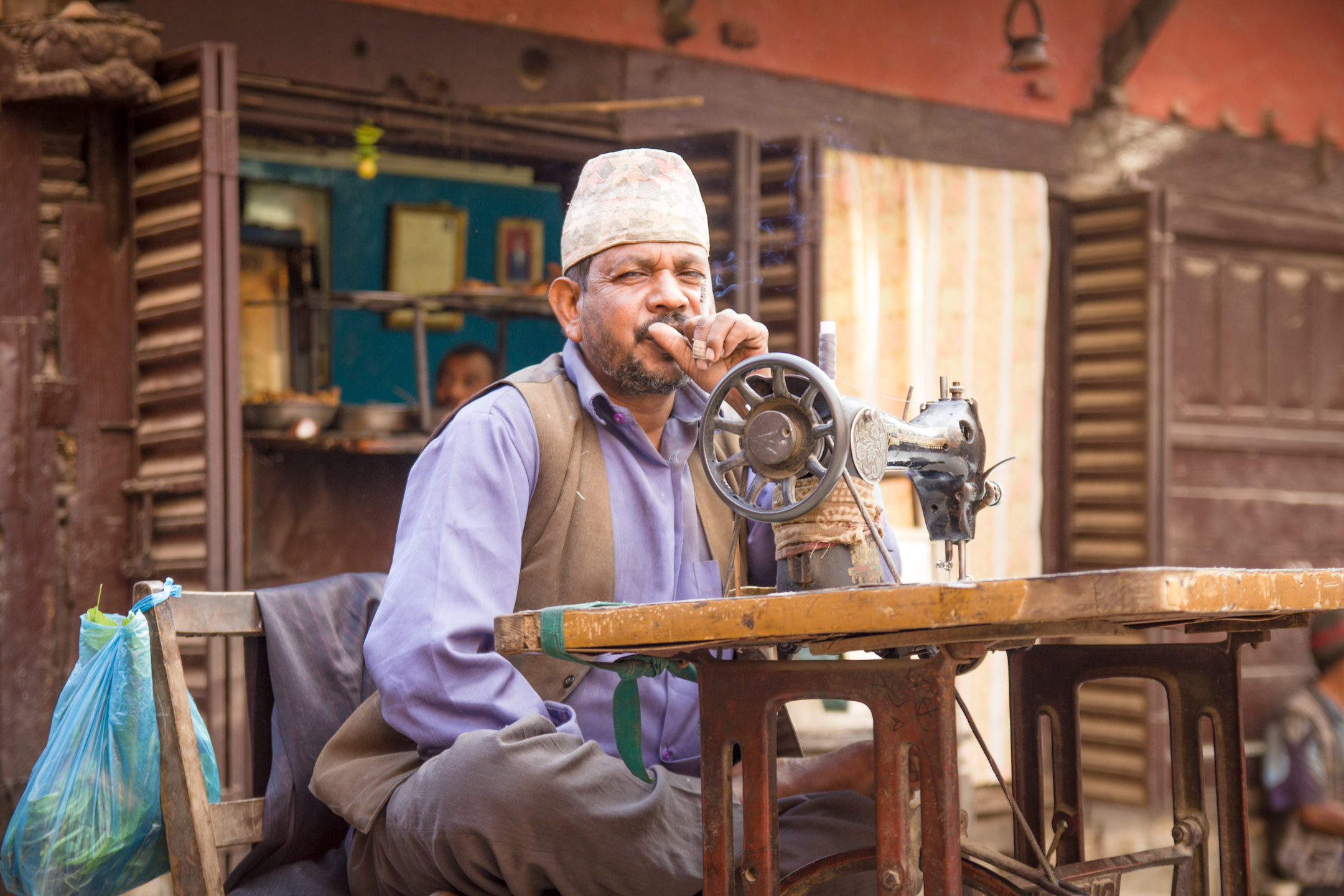
Sastre a un carrer de Nepal

Tradicionalment les feines de costura s'han dissociat en gènere femení i masculí.
Les modistes s'encarreguen dels arranjaments de roba en general, i de la creació de peces de roba a mida per a dones. El més habitual en l'actualitat és que les comandes de roba a mida per a dona quedin gairebé en exclusiva dins l'àmbit de la creació de vestits de núvia. El més usual és que aquesta professió sigui ocupada per dones, tot i que també la realitzen homes.
Els sastres s'encarreguen de la creació de peces de roba a mida per a homes. La dedicació quasi en exclusiva dels sastres és la creació d'americanes, armilles, pantalons i camises.

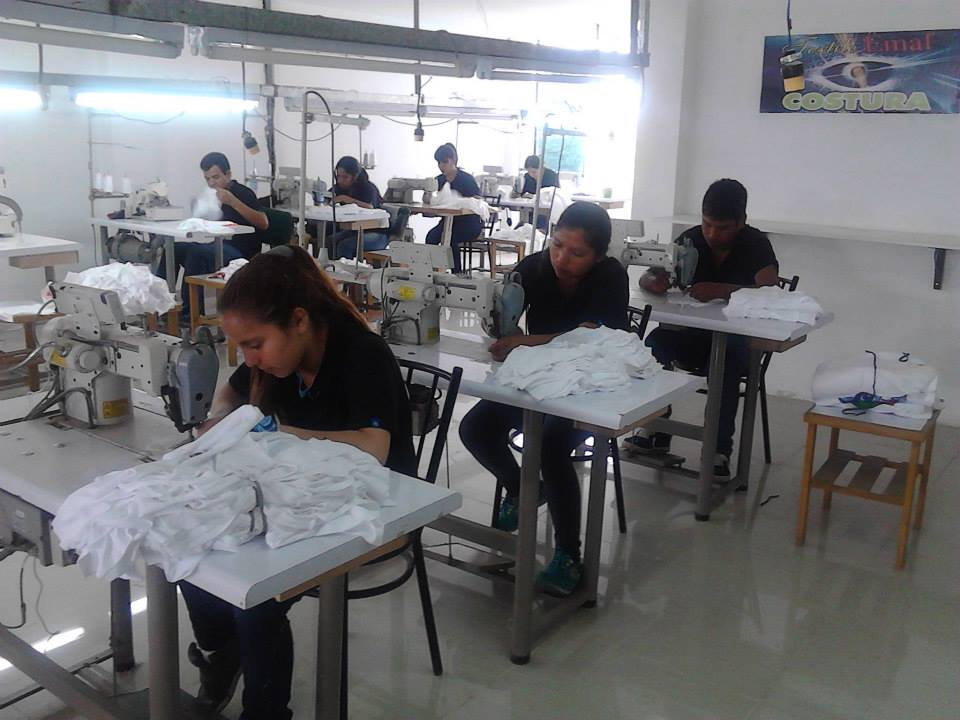

Les costureres es troben dins de l'àmbit industrial. L'ofici consisteix a cosir peces ja tallades per així realitzar la peça final. El més habitual, especialment en països de l'Àsia, és que les línies de cosidores siguin gairebé completament ocupades per dones.
Els dissenyadors de moda tant poden ser homes com dones. Malgrat això, la visibilitat en els mitjans de comunicació i la popularitat recau majoritàriament en dissenyadors homes.
A l'Àfrica, especialment en entorns rurals, l'ofici de la costura és sovint fet pels homes. Socialment té més acceptació la visió que és un "ofici d'homes", així com en la cultura occidental té més acceptació la visió que és un "ofici de dones".